# Vindrej (Mordovia)
Vindrej è un villaggio della Mordovia.